# António Dias Guilhermino
António Dias Guilhermino, mais conhecido por Actor Dias (Maiorca, 28 de março de 1839 — Porto, 26 de novembro de 1893), foi um ator português do século XIX.

## Biografia
Nasceu a 28 de março de 1839, na pequena freguesia de Maiorca, concelho de Figueira da Foz, filho de Manuel Dias Guilhermino e de sua esposa, Maria do Sacramento. Muito novo ainda, foi para Coimbra para dedicar-se à vida comercial. Dali resolveu ir para a Figueira da Foz e fez-se praticante de farmácia no hospital da Misericórdia.

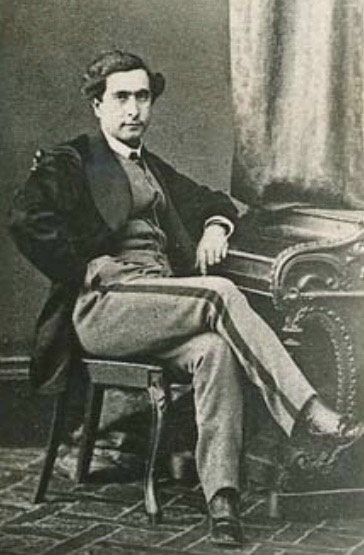
Retrato do Actor Dias ainda jovem (Arquivo Fotográfico Municipal da Figueira da Foz)

Passados dois anos, veio para Lisboa para continuar a sua carreira na farmácia Carvalho, da Rua dos Fanqueiros. Aborrecendo-se da vida na capital, voltou para Coimbra disposto a concluir os preparatórios para seguir o curso. Entrou para diversas sociedades de amadores cénicos, onde agradava bastante pelas extraordinárias aptidões que mostrava para a cena. Tal fê-lo perder o interesse pela farmácia e querer dedicar-se exclusivamente ao Teatro. Organizando uma companhia com José Novaes, Dias contratou-se e estreou-se na comédia O Dr. Paz, no Teatro Boa União da Figueira da Foz, que hoje aloja a Universidade Internacional. Foi logo depois para o Porto levado para o teatro profissional por Apolinário de Azevedo e ali esteve representando por 20 anos, sempre muito aclamado pelo público.
Em 1878 foi convidado por Sousa Bastos a vir a Lisboa representar. Participou na Revista de 1877 e teve logo um enorme sucesso, no papel de "Sacristão" em Sacristão da Revista, que ele desempanhava com imensa graça e que era sua comédia predileta. Fez depois Ruas de Lisboa, Verde Gaio — paródia de Os Sinos de Corneville, escrita expressamente por Sousa Bastos para ser interpretada por Dias, Capitão Satanás, Roca de vidro, Princesa Azulina, Narciso com dois pés, Processo da luz elétrica e Revista de 1878, na qual desempenhava diversos papéis, salientando-se num asilado e num inglês. Nostálgico pela cidade do Porto, que era a sua terra predileta, para lá voltou integrado numa empresa de Alves Rente, percorrendo depois as Províncias.
Em 1880 foi ao Rio de Janeiro, obtendo sucessos, mas sem parar em teatro algum. Em 1881 encontrava-se a representar num circo "detestável" com um "homem de forças", como referiu Sousa Bastos, que o convidou fazer parte da sua nova empresa no Teatro do Príncipe Imperial, aceitando a proposta, juntamente com a atriz Hermínia, que lá ficou e se conservou por muito tempo. Dias fez dois ensaios e ao terceiro dia faltou, ao que o empresário perguntando por ele, lhe disseram que tinha embarcado para a Europa, regressando ao Porto. Ali se conservou com Alves Rente e depois com Ciríaco Cardoso.

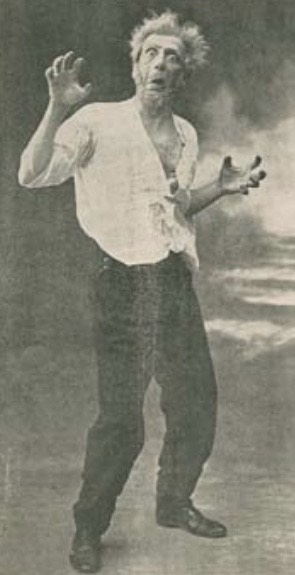
Retrato do Actor Dias em personagem (Arquivo Fotográfico Municipal da Figueira da Foz)

Em julho de 1890 foi novamente convidado para vir a Lisboa, para criar o papel de "Benjamim" na opereta O reino das mulheres, papel no qual foi felicíssimo. Esteve nessa época no Teatro da Rua dos Condes, depois duas no Teatro Avenida e regressou ao Porto. Camilo Castelo Branco, que era seu admirador, adaptou propositadamente para o ator a comédia francesa O Assassino de Macário onde Dias desempenhava o papel de "Velho". Dos papéis em que o ator foi mais célebre, destacam-se o "Juiz" da Bilha quebrada, "Candeeiro de azeite" do Processo da luz elétrica, o protagonista de Um herói à força e Zé Palonso, "D. Bartolo" do Barbeiro de Sevilha, "Pomponnet" de Angot, "Simão" da Mascote, "D. Nicomedes" de Dragões d'El rei, "Frei José" de Madgyares, "Boticário Maduro" de O burro do senhor alcaide e "Judeu" de O juiz.
Dias ficou também conhecido como "Zé Canaia", em virtude de ter interpretado uma cançoneta com este nome. Na manhã de 26 de novembro de 1893, estando numa matiné a representar o papel de "Agapito Solene" na comédia O solar dos Barrigas, no Teatro do Príncipe Real, caiu fulminado por uma congestão cerebral para não mais se levantar. Os espectadores da peça, consternados com a situação, não reclamaram o dinheiro do bilhete e a notícia espalhou-se rapidamente pela cidade, que mergulhou em luto. Acabou por falecer às 17 horas do mesmo dia, na sua residência, o número 66 da Rua do Bonjardim, freguesia de Santo Ildefonso, aos 54 anos de idade. O ator era casado com Maria Pinto de Almeida Brandão, natural da Figueira da Foz e tinha filhos. Ao funeral do Actor Dias assistiram os artistas de todos os teatros e numerosos amigos, sendo o féretro conduzido à mão pelos atores do Príncipe Real, de casa à Igreja de Santo Ildefonso, onde foi cantado o responso, regendo a orquestra o maestro Tomás Del Negro. O ator foi sepultado no Cemitério do Prado do Repouso, na presença de multidões, tendo o seu amigo e colega Afonso Taveira aberto uma subscrição para elevar um jazigo ao grande artista.
Os periódicos Diário Illustrado e O Occidente, que publicaram, respetivamente, a 28 de novembro e a 1 de dezembro uma biografia com retrato do finado, descrevem o ator da seguinte forma: "Era uma individualidade do nosso theatro. Podia jactar-se de ser um dos maiores comicos da actualidade, figurando sem desdouro ao lado de Taborda e de Valle. Dias era conhecidissimo em todo o norte do paiz. O publico de Coimbra, Porto, Braga, etc. tinha por elle a maior sympathia, e em Lisboa, em duas ou tres epochas da mesma forma conquistou o applauso dos frequentadores do theatro e de toda a imprensa. (...) O fallecido às suas qualidades de optimo artista, reunia as de bom homem. Obsequiador em extremo e amigo de fazer bem. Recorda-nos de que estando no Porto, se prestou a ir gratuitamente a Coimbra para tomar parte em alguns espectaculos em beneficio da Sociedade Philantropica Academica, que lhe concedeu em 1890 o diploma de socio benemerito."; "Dias era um excellente actor e um excellente homem; homem de bem às direitas, completamente alheio a intrigas de bastidores e a cancans do theatro, zelosissimo no cumprimento das suas obrigações, companheiro dos mais alegres e joviaes, bom cavaqueador, cheio de anedoctas e ditos engraçados, que elle contava com aquella naturalidade bonacheirona que era um dos seus caracteristicos do seu jogo scenico."